# Ілюзія кохання
«Ілюзія кохання» (фр. Mal de pierres) — французький драматичний фільм, знятий Ніколь Гарсія за мотивами однойменного роману сардинської письменниці Мілени Агус. Світова прем'єра стрічки відбулась 15 травня 2016 року на Каннському кінофестивалі, а в Україні — 9 лютого 2017 року. Фільм розповідає про жінку, яка, перебуваючи в нещасливому шлюбі, закохується в іншого.

## У ролях
- Маріон Котіяр — Гебріел
- Алекс Брендемюль — Жозе
- Луї Гаррель — Андре Саваж

## Нагороди та номінації
| Список нагород та номінацій | Список нагород та номінацій | Список нагород та номінацій    | Список нагород та номінацій                       | Список нагород та номінацій | Список нагород та номінацій |
| Кінопремія                  | Дата церемонії              | Категорія                      | Номінант(и)                                       | Результат                   | Дж                          |
| --------------------------- | --------------------------- | ------------------------------ | ------------------------------------------------- | --------------------------- | --------------------------- |
| Каннський кінофестиваль     | 22 травня 2016              | «Золота пальмова гілка»        | «Ілюзія кохання»                                  | Номінація                   |                             |
| Премія «Люм'єр»             | 30 січня 2017               | Найкраща акторка               | Маріон Котіяр                                     | Номінація                   | [ 3 ]                       |
| Премія «Люм'єр»             | 30 січня 2017               | Найкращий кінооператор         | Крістоф Бокарн                                    | Номінація                   | [ 3 ]                       |
| Премія «Сезар»              | 24 лютого 2017              | Найкращий фільм                | «Ілюзія кохання»                                  | Номінація                   | [ 4 ]                       |
| Премія «Сезар»              | 24 лютого 2017              | Найкраща режисерська робота    | Ніколь Гарсія                                     | Номінація                   | [ 4 ]                       |
| Премія «Сезар»              | 24 лютого 2017              | Найкраща акторка               | Маріон Котіяр                                     | Номінація                   | [ 4 ]                       |
| Премія «Сезар»              | 24 лютого 2017              | Найкращий адаптований сценарій | Ніколь Гарсія та Жак Ф'єскі                       | Номінація                   | [ 4 ]                       |
| Премія «Сезар»              | 24 лютого 2017              | Найкращий монтаж               | Симон Жаке                                        | Номінація                   | [ 4 ]                       |
| Премія «Сезар»              | 24 лютого 2017              | Найкраща операторська робота   | Крістоф Бокарн                                    | Номінація                   | [ 4 ]                       |
| Премія «Сезар»              | 24 лютого 2017              | Найкращий дизайн костюмів      | Катрін Летер'є                                    | Номінація                   | [ 4 ]                       |
| Премія «Сезар»              | 24 лютого 2017              | Найкращий звук                 | Жан-П'єр Дюре, Сільван Мальбро та Жан-П'єр Лафорс | Номінація                   | [ 4 ]                       |